# Oberes Gericht
Oberes Gericht is de naam voor een landschap in het westen van de Oostenrijkse deelstaat Tirol. De politieke definitie van het Oberes Gericht omvat het Oberinntal tussen Pfunds en Fließ alsmede het Kaunertal en het Sonnenplateau. Geografisch gezien loopt het Oberes Gericht vanaf de Finstermünzpas tot aan de Pontlatzer Brücke. Omdat Nauders en Spiss sinds 1919 tot hetzelfde gerechtsdistrict behoorden, worden ook deze gemeenten vaak tot het Oberes Gericht gerekend.
De aanduiding Oberes Gericht verwijst naar het Hochgericht, een rechtbank die in de tijd van het Heilige Roomse Rijk met het recht was beleend om, in tegenstelling tot de lagere rechtbanken, ook zware (bloedige) straffen op te leggen als lijfstraffen en de doodstraf. Dergelijke rechtbanken hielden indertijd ook de administratie van een gerechtsdistrict bij. Het Hochgericht zetelde eerst in de Burcht Laudegg bij Ladis, vanaf 1550 in het Slot Sigmundsreid bij Ried im Oberinntal. Tot 1919 had Nauders een eigen gericht, dat de administratie deed voor het hoger gelegen deel van de Vinschgau en in Mals zetelde. Dit gerechtsdistrict werd echter opgeheven nadat de Vinschgau samen met Zuid-Tirol van Noord-Tirol werd afgescheiden. Daardoor kwamen Nauders en Spiss bij het gerecht Sigmundsreid.
De eerste nederzettingen in het gebied, op de zonnige hellingen boven de dalen, stammen uit de bronstijd. Men denkt dat hierlangs het handelsverkeer en de metaalexport over de Malojapas in Zwitserland naar Italië voerden. Ook de Romeinen gebruikten het gebied middels de Via Claudia Augusta als doorgangsroute naar het noorden. Bajuwaren kwamen slechts mondjesmaat het gebied binnen, waardoor het Retoromaans tot ver in 17e eeuw werd gesproken in het gebied. Overblijfselen van het Retoromaans worden nog teruggevonden in plaatselijke dialecten en in veldnamen. In het aangrenzende Engadin wordt nog steeds Retoromaans gesproken. 
De bebouwing in het gebied wordt gekenmerkt door zogenaamde Engadiner Häuser. Deze huizen kenmerken zich door tot het dak opgetrokken stenen muren, onderbroken door erkers en vaak rijk beschilderde gevels. Goede voorbeelden hiervan zijn te vinden in Fließ, Fendels, Ladis, Grins, Pfunds en Fiss te vinden. De bouwstijl dankt zijn naam aan de regio waar deze bouwstijl veelvuldig is toegepast. Omdat Retoromaanse dorpen vaak dicht opeengebouwd zijn, zijn veel dorpen in het Oberes Gericht ten prooi gevallen aan verwoestende dorpsbranden. Daarom worden de huizen tegenwoordig ook hier verder uit elkaar gebouwd. 
Voor de Eerste Wereldoorlog bestond een plan om de Rhätische Bahn vanuit Scuol in het Engadin door te trekken naar Landeck. Na het uitbreken van de oorlog werd dit plan echter niet meer verwezenlijkt. De provinciale wegen die thans lopen door het Oberes Gericht (de B180 en de B184) volgt nog grotendeels het geplande traject van dit spoortraject.

## Galerij

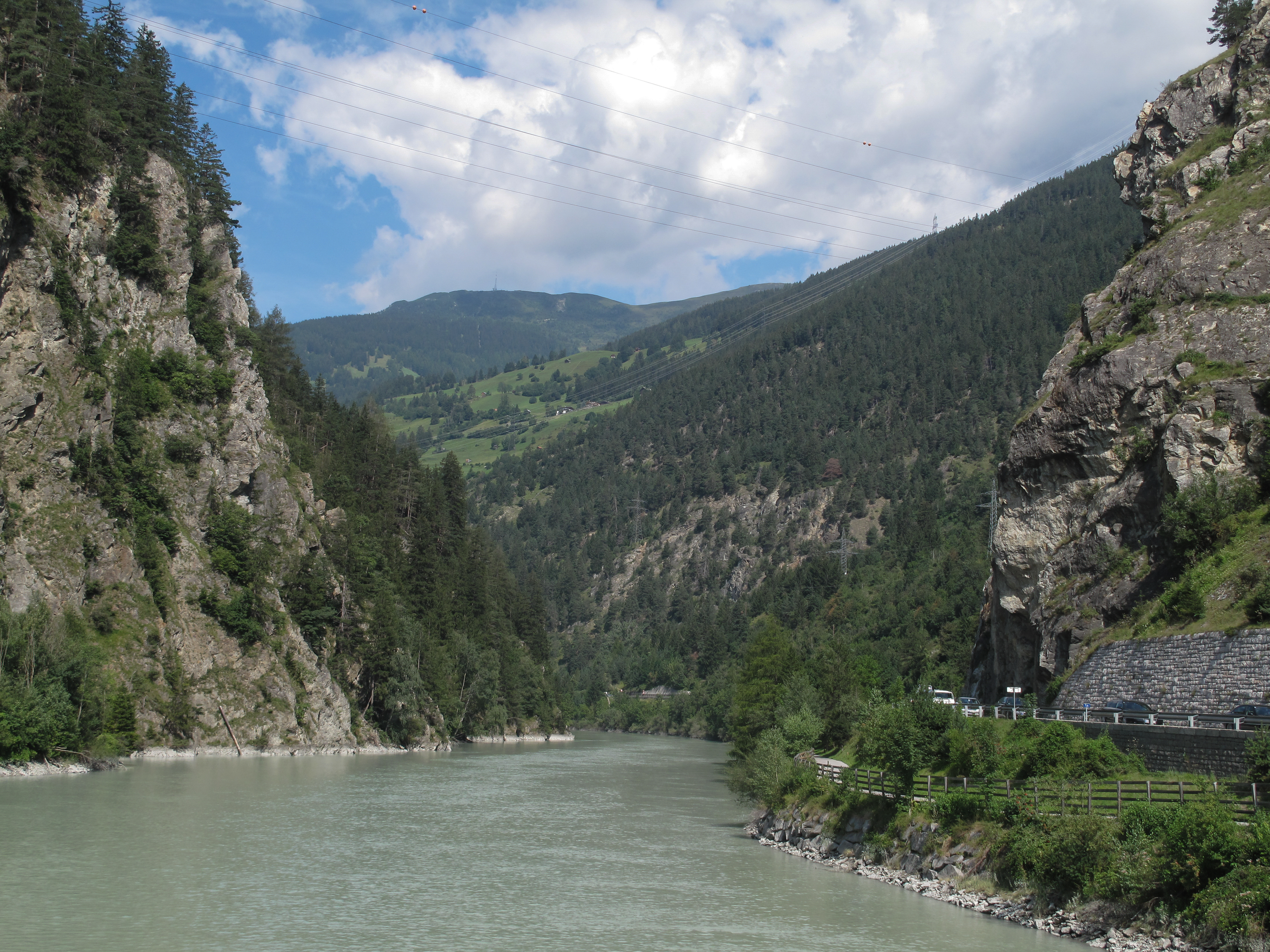
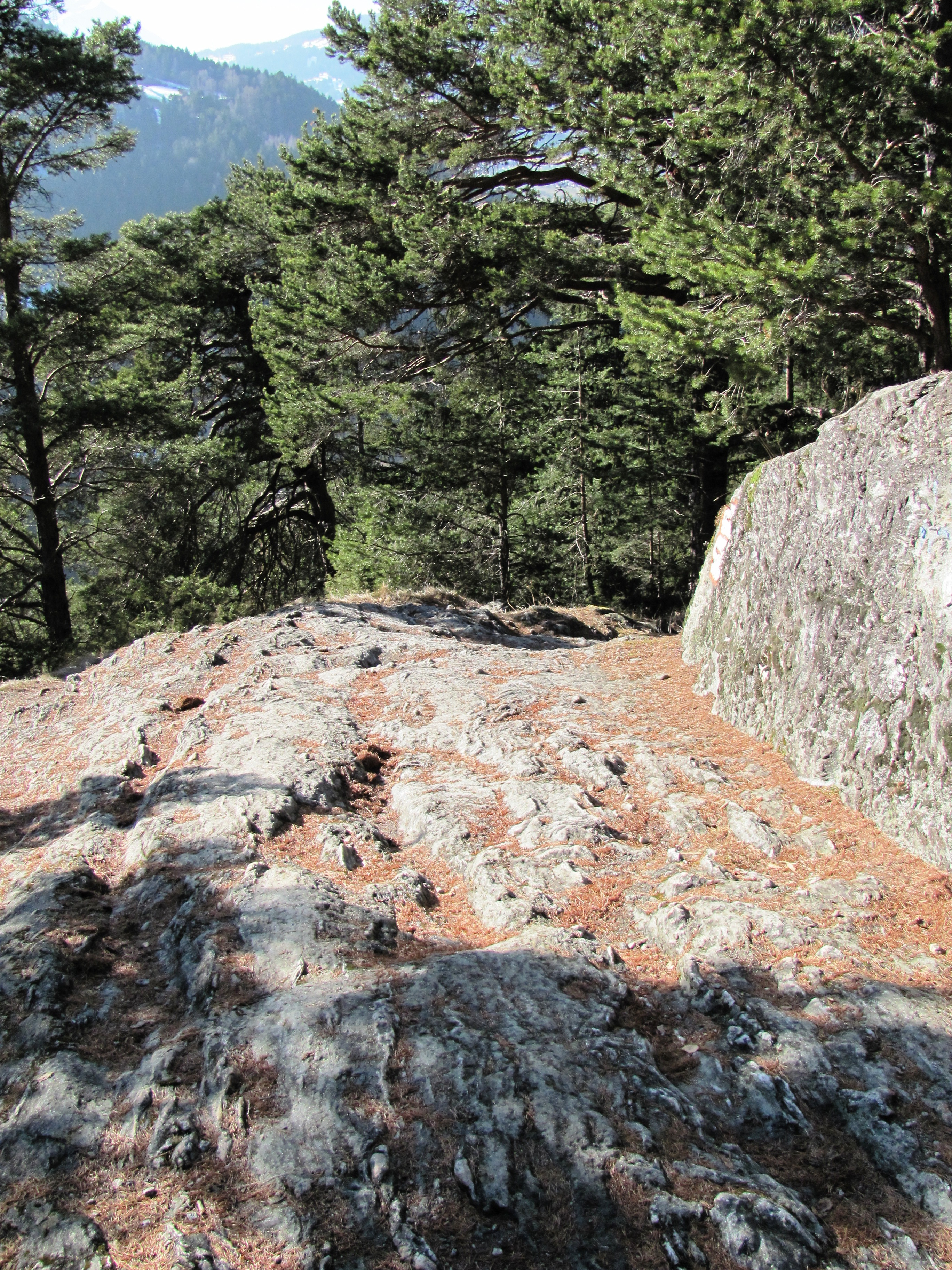
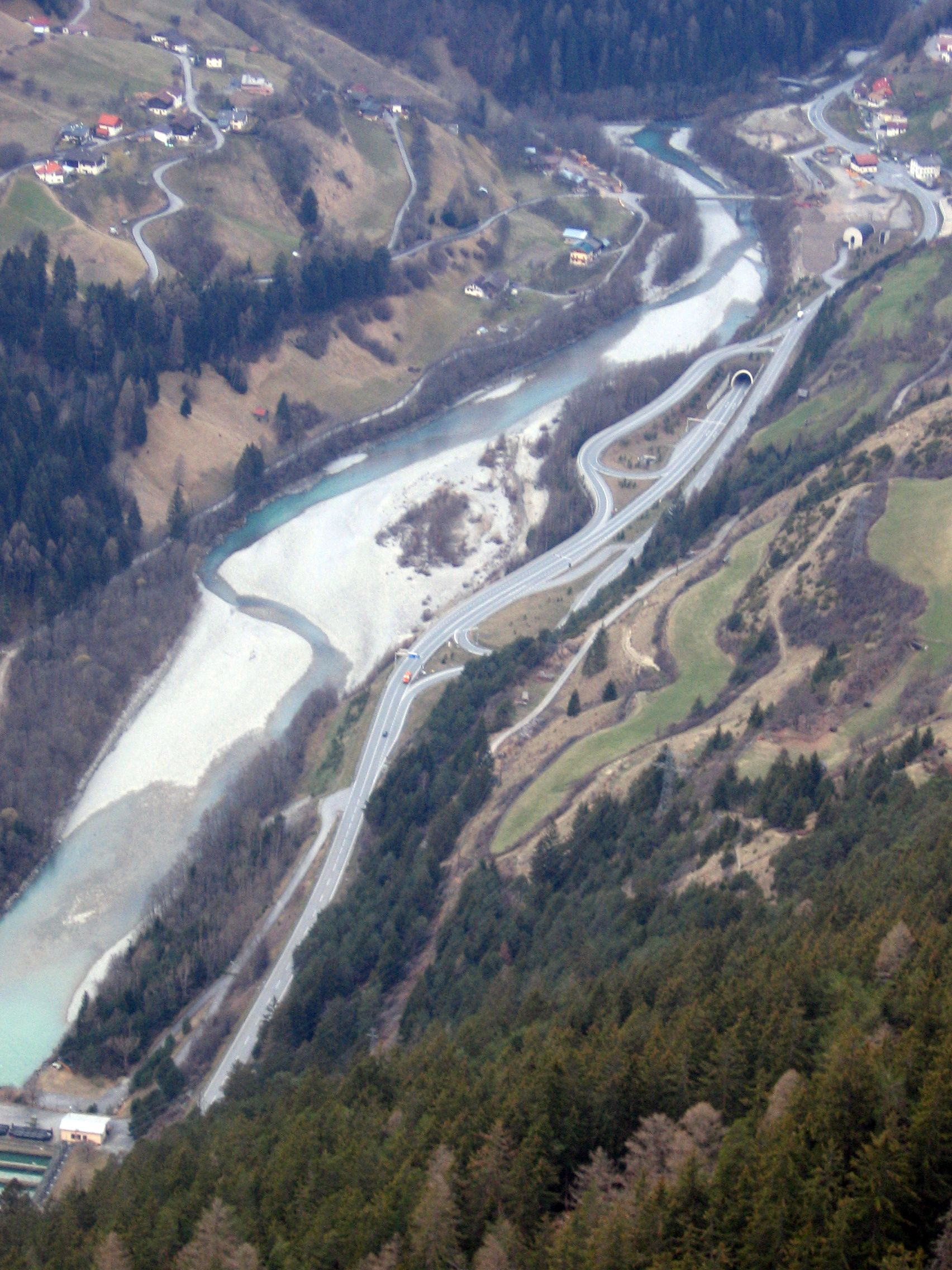
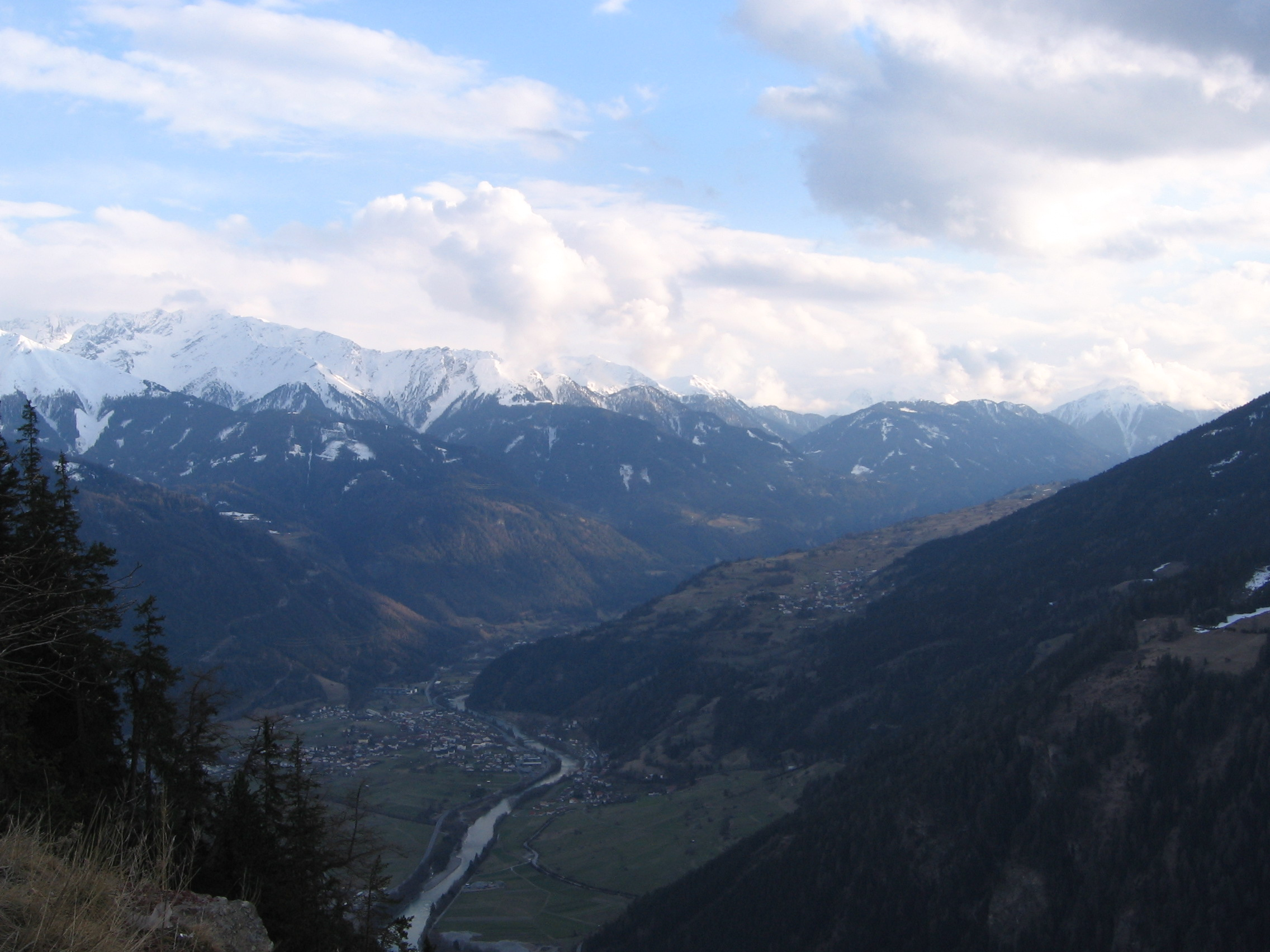